# David Jablonski
David Jablonski (* 23. Juni 1953 in New York City) ist ein US-amerikanischer Paläontologe.
Jablonski studierte an der Columbia University (Bachelor 1974) und der Yale University, wo er 1976 seinen Master-Abschluss machte und 1979 promoviert wurde. Danach war er an der University of California, Santa Barbara, und der University of California, Berkeley (1980–1982 als Miller Research Fellow). Ab 1982 war er Assistant Professor für Evolutionsbiologie an der University of Arizona. Ab 1985 war er Associate Professor und ab 1989 Professor für Paläobiologie an der University of Chicago. Ab 1993 war er Honorary Research Fellow am Natural History Museum in London. Zurzeit ist er William R. Kenan Jr. Professor im Department of Geophysical Sciences der University of Chicago.
Jablonski forschte über Makroevolution, das heißt Muster in der Evolution von Fossilien, evolutionäre Durchbrüche und ihre Ursachen und Massenaussterben (speziell Kreide-Tertiär).
1983 bis 1985 und 1986 bis 1988 war er Mitherausgeber von Paleobiology und 1984 bis 1986 von Evolution. 1988 erhielt er den Charles Schuchert Award, 2017 die Paleontological Society Medal. 2010 wurde er Mitglied der National Academy of Sciences. Er ist auch Fellow der Paleontological Society und der American Academy of Arts and Sciences. Er war Guggenheim Fellow.

## Schriften
- Herausgeber mit Rhodes W. Fairbridge: The Encyclopedia of Paleontology (= Encyclopedia of Earth Sciences Series. Vol. 7). Dowden, Hutchinson & Ross, Stroudsburg PA 1979, ISBN 0-87933-185-2.
- Herausgeber mit David M. Raup: Patterns and Processes in the History of Life (= Life Sciences Research Report. Vol. 36). Report of the Dahlem Workshop on Patterns and Processes in the History of Life, Berlin 1985, June 16 – 21. Springer, Berlin u. a. 1986, ISBN 3-540-15965-7.
- Herausgeber mit anderen: Evolutionary Paleobiology. In Honor of James W. Valentine. University of Chicago Press, Chicago IL u. a. 1996, ISBN 0-226-38911-1.